# Nova Alvorada do Sul

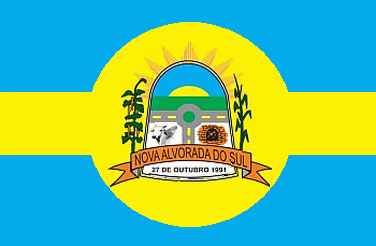
Escudo

Nova Alvorada do Sul es un municipio brasileño ubicado en el centro del estado de Mato Grosso do Sul. Fue fundado el 16 de diciembre de 1991.
Situado a una altitud de 407 m s. n. m., su población según los datos del IBGE es de 12 673 habitantes y su superficie es de 4.019 km².
Dista de 110 km de la capital estatal Campo Grande, su principal fuente económica es la producción de caña de azúcar.
- Datos: Q1806336
- Multimedia: Nova Alvorada do Sul / Q1806336